# Gmina Višegrad
Gmina Višegrad (serb. Општина Вишеград / Opština Višegrad) – gmina w Bośni i Hercegowinie, w Republice Serbskiej. W 2013 roku liczyła 10 118 mieszkańców.